# Stuv den blinde
Stuv den blinde Tordsson kattar (Stúfr blindi Þórðarson kattar), även kallad Skald-Stuv (Skáldstúfr), var en isländsk hirdskald hos kung Harald Hårdråde i Norge.

## Levnad
Stuv föddes på västra Island omkring år 1025 som sonsons son till skalden Glum Geiresson och sonson till Einar skålaglams brorsdotter Gudrun Osvivsdotter, Laxdalingarnas sagas hjältinna. Stuv var blind, men uppvägde denna svaghet med att lära sig mängder av skaldekväden som han använde för sin egen och andras underhållning. Han diktade också egna kväden.
Omkring år 1062 reste han till Norge med anledning av ett arv som hade tillfallit honom där. Den vintern (troligen 1062–1063) hade han tagit in hos en bonde på Oplandene, när han av en slump råkade träffa kung Harald. Stuv underhöll kungen med att kväda ett 60-tal visflockar som han kunde utantill, och lovade kungen lika god underhållning med lika många drapor nästa gång de sågs. Sedan frågade han kungen om han då också kunde få ge honom en egen drapa. Harald var själv en god skald, men kräsen, och ville ogärna att vilken versmakare som helst skulle dikta om honom. Han frågade därför om Stuv hade diktarpåbrå i släkten. Stuv berättade om sin härstamning och fick då lov att dikta drapan.
Följande sommar kom Stuv till Nidaros där han sjöng sin nydiktade drapa och blev upptagen i kungens hird. Gott mottagande fick han också vid hovet: han fick säte mitt emot kungen som "drack honom till ur gyllene horn".  Troligen återvände han dock till Island kort tid efteråt, och om hans vidare öden är ingenting känt.

## Verk
Den Haraldsdrápa, som Stuv framförde i Nidaros, är nu förlorad. Åtta strofer – eller rättare: fyra strofer och lika många halvstrofer – av en arvdrapa om Harald har däremot bevarats. Den kallas Stúfsdrápa eller Stúfa, och har ett klófastef  bestående av tre rader, vilka innehåller en bön för den döde kungens själ. Som alla arvdrapor har dikten sammanfattat den besjungnes liv och gärning. De bevarade stroferna omtalar kungens bragder i Jorsalaland 1036; hans giftermål med prinsessan Ellisif; kriget i Danmark 1049–1050 och kungens fall i slaget vid Stamford Bridge 1066. En halvstrof, som sannolikt är hämtad ur samma kväde, finns i Skáldskaparmál och innehåller en ögonblicksbild från slaget vid Nissan 1062.
Sex av de bevarade stroferna finns infogade i Heimskringla, där Snorre Sturlasson använder dem som källhänvisningar. Till den första av dessa strofer har Snorre Sturlasson skrivit kommentaren: "Så säger Stuv skald, som själv hade hört kungen berätta härom." Liksom Tjodulf Arnorsson tycks Stuv ha tillhört en historiskt-objektiv "skola" av poeter som såg sin uppgift i att så sanningsenligt som möjligt – men på ett konstnärligt språk – redogöra för historiska skeenden. Bäst vore om de själva varit närvarande då händelserna utspelades, annars fick de välja att lyssna till goda ögonvittnen. En välunderrättad informant när det gällde Harald Hårdrådes bragder var kungen själv; också Tjodulf anger "taget efter kungens egna ord" som källa.
Hur länge Stuv har levat efter det att han färdigställt sin arvdrapa om kung Harald är okänt.